# Mei Feingold
Pour les articles homonymes, voir Feingold.
 (janvier 2019).
Si vous disposez d'ouvrages ou d'articles de référence ou si vous connaissez des sites web de qualité traitant du thème abordé ici, merci de compléter l'article en donnant les références utiles à sa vérifiabilité et en les liant à la section « Notes et références ».
Mei Feingold ou Mei Finegold, née le 16 décembre 1982 à Rishon LeZion (Israël), est une chanteuse israélienne.

## Biographie
Finegold est née en 1982 à Rishon LeZion, où elle vit encore aujourd'hui. Sa carrière musicale a commencé lors des cérémonies scolaires et elle a continué en prenant des cours de chant et en apprenant à chanter des chansons classiques. Depuis son enfance, Finegold organisait de nombreux spectacles, notamment des boîtes de nuit et des bars. Depuis lors, Finegold est devenu le chanteur d'un groupe appelé Disiac. Le groupe a participé à Hebrew Labor, un CD spécial contenant des reprises de vieilles chansons israéliennes.

## Carrière

### Kokhav Nolad
Elle a participé à l'édition 2009 de Kokhav Nolad, la version israélienne de la Nouvelle Star et l'a remporté, aux côtés des chanteurs Roni Dalumi et Vladi Blayberg.

### Eurovision
Le 11 janvier 2014, sa participation au Concours Eurovision de la chanson 2014 à Copenhague, au Danemark, est annoncée. Le 5 mars suivant, la chanson représentant Israël est sélectionnée parmi trois titres, lors du show télévisé Kdam. Le jeudi 8 mai, Mei Finegold interprète donc Same Heart à Copenhague lors de la deuxième demi-finale, à l'issue de laquelle elle n'est pas qualifiée pour la finale.